# Марескальки, Фердинандо
Граф Фердинандо Марескальки (26 февраля 1754 года, Болонья — 22 июня 1816 года, Милан) — итальянский дипломат и политик наполеоновской эпохи, сторонник власти Наполеона в Италии.

## Биография
Марескальки происходил из старой дворянской семьи, родиной которой являлась Виченца. Он изучал право в Болонском университете, после чего стал потомственным членом сената, который управлял Болоньей. Когда французы вторглись в Италию, он возглавил фракцию, которая открыто заявила об их поддержке, и этим привлек внимание генерала Бонапарта, который позднее очень доверял ему.

### Итальянские республики
Марескальки был решительным сторонником политической реформы 1796 года, приведшей к образованию Циспаданской республики, членом Директории которой он стал. В 1799 году Циспаданская республика отправила Марескальки в Вену в качестве своего полномочного представителя, но он смог получить только одну аудиенцию у австрийского императора Франца II.  Затем Марескальки представлял Циспаданскую республику на Втором Раштаттском конгрессе (с 9 декабря 1797 года по 23 апреля 1799 года).
По возвращении он был избран президентом Директории в марте 1799 года, но вскоре русско-австрийское вторжение заставило его и его коллег бежать во Францию. Обратно в Италию они смогли вернуться только после битвы при Маренго. После этих событий две созданные Бонапартом в 1796 году республики — Циспаданская и Транспаданская, были объединены в одну — Цизальпинскую.  В июле 1800 года Марескальки стал послом Цизальпинской республики в Париже. Он принимал участие в совещании в Лионе в бывшей часовне иезуитского колледжа Святой Троицы (ныне часовня Лицея Ампер на улице Бурс), где решался вопрос о дальнейшей судьбе Цизальпинской республики и о введении в ней единоначалия. Сначала Марескальки предложил избрать президентом Мельци д'Эрила, а затем — Антонио Альдини, но оба они отказались. Тогда Талейран, французский министр иностранных дел, предложил итальянцам избрать президентом самого Бонапарта — из-за присутствия французских войск в Италии и нежелания других итальянских государств признать Цизальпинскую республику, и это предложение было принято при полной поддержке Марескальки.
Наполеон, будучи избранным, выступил перед собранием с речью на итальянском языке 26 января 1802 года (фактически он прибыл во Францию в 9 лет, говоря по-итальянски и не говоря по-французски, всегда говорил по-французски с акцентом в некоторых словах и использовал несколько необычных вариантов написания), и в ней изменил название республики с Цизальпинской на Итальянскую. Это вызвало бурные аплодисменты. Затем Бонапарт выбрал Мельзи д'Эрила вице-президентом и своим представителем для постоянного пребывания в Милане.

### Посол в Париже

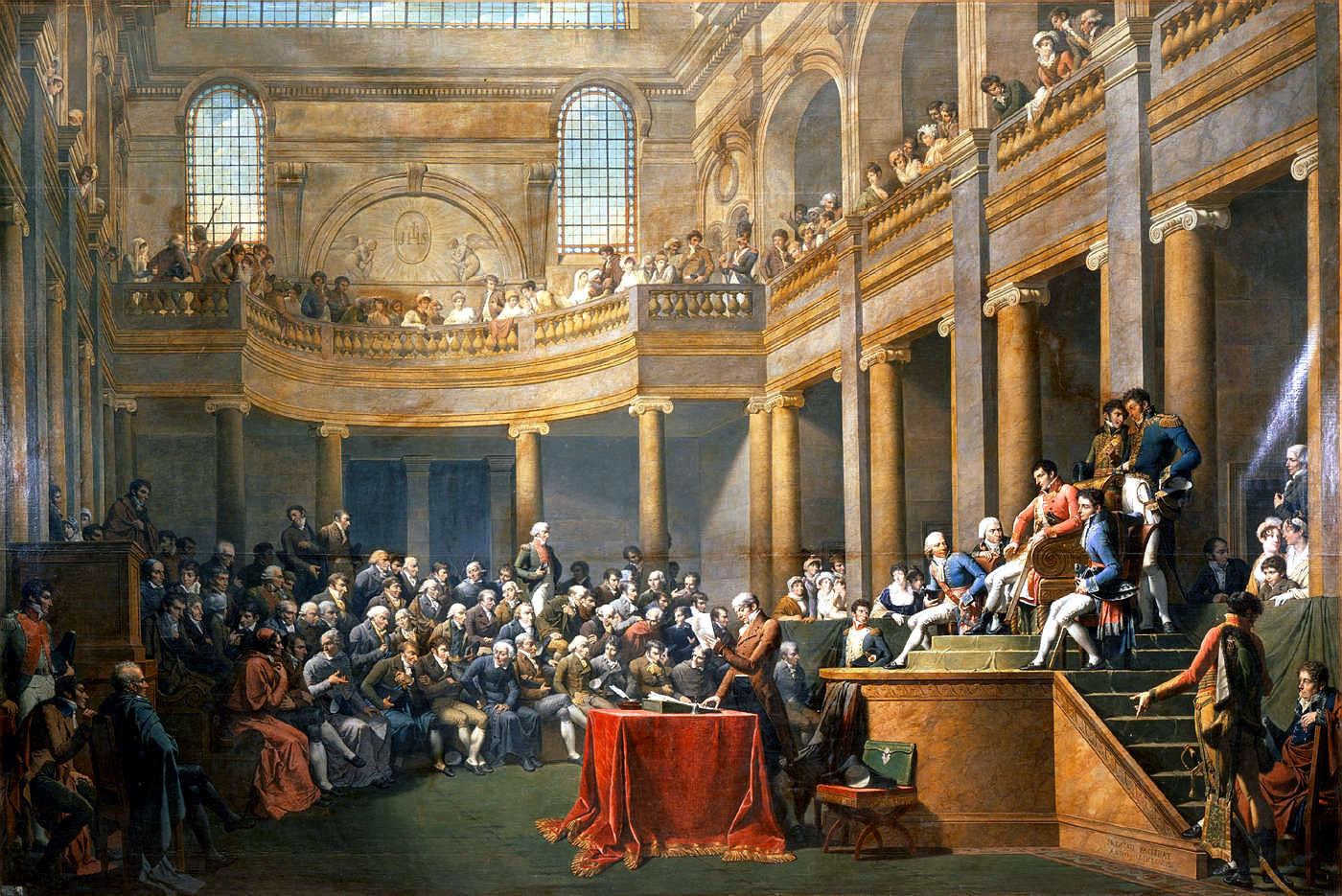
Совет Цизальпинской Республики выслушивает на совещании в Лионе речь Бонапарта. 26 января 1802. Художник Никола Монсио.

Марескальки жил в Париже в качестве министра иностранных дел республики с 1802 по 1805. В работе его активно поддерживал Бернье, епископ Орлеанский, который вместе с Джованни Баттистой Капрарой организовал Конкордат между Римом и Итальянской Республикой, подписанный в Париже 9 сентября 1803 года. Марескальки также помогал в коронации Наполеона I 2 декабря 1804 года.
После «Консульского акта», который сделал Наполеона королем Италии, а Евгения Богарне её вице-королём, Марескальки остался представителем Королевства Италия во Франции. Он и наполеоновский министр Эммануэль Крете подписали франко-итальянский торговый договор 20 июня 1808 года. Марескальки арендовал особняк отель де Масса в качестве своей парижской резиденции и провел там много праздников, сделав его одним из ключевых мест встреч знати Первой Империи. Особенно хорошо ему удавались маскарады и костюмированные балы. В 1809 году он принимал у себя самого императора, накануне второй австрийской кампании, окончившейся битвой при Ваграме.
Когда 20 июня 1805 года была создана масонская ложа Великий восток Италии, Марескальки стал её великим консерватором, а принц Евгений Богарне - гроссмейстером. Наполеон также сделал Марескальки графом Итальянского королевства в декабре 1810 года, великим канцлером Ордена Железной Короны и кавалером всех наполеоновских орденов.
Несмотря на расположение со стороны Наполеона, Марескальки сильно его боялся. Русский военачальник и путешественник, генерал граф Евграф Федотович Комаровский приводит в своих мемуарах такой эпизод:

Наполеон приказал нашему [российскому] послу назначить [в театре] особую ложу, подле оной сидел всегда итальянского королевства министр граф Марескальки. Я всегда был в ложе нашего посла, которая была через две ложи от наполеоновой. Надобно сказать, что Наполеон никогда в театре не аплодировал, а оттого царствовала всегда в оном глубокая тишина. Один раз случилось, что Крементини пропел известную свою арию с таким совершенством, что бедный Марескальки, как итальянец, в исступлении от восторга, несколько раз громко закричал «браво! браво!», и вдруг, опомнившись, спустился со стула на пол и на четвереньках выполз из ложи. Я сам испугался за бедного Марескальки и взглянул на Наполеона, за которым в продолжение всего спектакля всегда стоял Ремюза, директор театров и дежурный камергер. В ту самую минуту, когда услышал Наполеон сей, можно сказать, никогда не бывалый крик в театре, он, оборотясь, бросил взор на Ремюза, который, поклонясь, вышел вон из ложи, но чем это кончилось, мне не было известно.
— «Записки» графа Комаровского. М., Товарищество русских художников, 1990 (репринтное издание по изданию 1914 года, С-Пб, Огни.), стр. 101.
После отречения Наполеона Мария-Луиза Австрийская сделала Марескальки губернатором Великого Герцогства Парма и Пьяченца. Он был также полномочным представителем австрийского императора в Модене, где он умер 22 июня 1816 года.

## Семья
Фердинандо Марескальки женился в 1779 году на Марии Жинерве Элеоноре Пеполи, дочери Корнелио Пеполи, графа Кастильоне и его жены Марии Гримани. В этом браке родилось трое детей:
- Элизабетта (1780—1859) в браке за капитаном графом Сен-Эньяном.
- Карло Альфонсо Марчелло (1782—1868), камергер двора вице-короля Италии Евгения Богарне. Унаследовал титул отца.
- Мария Виттория, в браке за маркизом de Scorailles-Langhac.

## Творчество
Марескальки опубликовал «Histoire de la Consulte de Lyon», посвящённую истории совещания в Лионе, политический трактат «Considérations sur les rapports de la France avec les autres puissances de l'Europe», комментарии к сочинениям Плутарха, итальянский перевод трехактной стихотворной комедии «La Comédienne» Франсуа Андрие, которая была поставлен в придворном театре Модены, а также ряд сонетов и канцон.

## Титулы
- Граф Империи (1809).

## Награды
Знак Большого орла ордена Почётного легиона (Французская империя)
 Высший сановник ордена Железной короны (Королевство Италия)
 Кавалер ордена Воссоединения (Французская империя)
 Большой крест Королевского ордена Обеих Сицилий (Неаполитанское королевство)